# سیلویا پلات
سیلویا پلات (۲۷ اکتبر ۱۹۳۲ – ۱۱ فوریه ۱۹۶۳)، (به انگلیسی: Sylvia Plath) شاعر، رمان‌نویس و نویسندهٔ داستان‌های کوتاه آمریکایی بود. او به خاطر پیشبرد ژانر شعر اعترافی و با دو مجموعه منتشرشده‌اش به نام‌های کلسوس و  شعرهای دیگر (۱۹۶۰) و اَریل (۱۹۶۵) و همچنین حباب شیشه (رمانی شبه زندگینامه  که اندکی پیش از مرگش در ۱۹۶۳ منتشر شده) شناخته می‌شود. مجموعه شعرهایش در سال ۱۹۸۱ منتشر شد که شامل آثار منتشر نشده قبلی او بود. پلات برای این مجموعه در سال ۱۹۸۲ جایزه پولیتزر در شعر را دریافت کرد و چهارمین نفری بود که پس از مرگ این جایزه به او تعلق می‌گیرد.
پلات در بوستون، ماساچوست به دنیا آمد، در کالج اسمیت (ماساچوست) و کالج نیونهم (کمبریج، انگلستان) تحصیل کرد و فارغ‌التحصیل شد. در سال ۱۹۵۶ او با شاعری دیگر (تد هیوز) ازدواج کرد و آن دو در ایالات متحده و سپس در انگلستان زندگی کردند. رابطه آنها پرآشوب بود و پلات در نامه‌های خود ادعا می‌کند که هیوز با او بدرفتاری کرده است. آنها قبل از جدایی در سال ۱۹۶۲ دارای دو فرزند بودند.
پلات در بیشتر دوران بزرگ‌سالی خود از نظر بالینی افسرده بود و چندین بار تحت شوک درمانی قرار گرفت. او در سال ۱۹۶۳ خودکشی کرد.

## زندگی

### کودکی
سیلویا پلات در ۲۷ اکتبر ۱۹۳۲ در بیمارستان رابینسون مموریال شهر بوستون ایالت ماساچوست به دنیا آمد. او اولین فرزند اوتو پلات (۱۸۸۵–۱۹۴۰) و ارلیا پلات (۱۹۰۶–۱۹۹۴) بود. پدرش در پانزده سالگی از قسمت شرقی آلمان که به راهروی لهستانی مشهور بود به آمریکا آمده بود و کرسی استادی زیست‌شناسی را در دانشگاه بوستون در اختیار داشت و کتابی دربارهٔ خرزنبوریان نوشت. مادرش از پدر و مادری اتریشی در بوستون زاده شد و هنگامی که دانشجوی فوق لیسانس ادبیات انگلیسی و آلمانی بود با اتو پلات آشنا شد و باهم ازدواج کردند.
در ۲۷ آوریل ۱۹۳۵ برادر پلات، به نام وارن به دنیا آمد و در سال ۱۹۳۶ خانواده آن‌ها از خیابان پرنس ۲۴ در جاماییکا پلین ماساچوست به خیابان جانسون ۹۲ در وینتروپ ماساچوست نقل مکان کرد. در این دوران، سیلویای ۸ساله نخستین شعر خود را در قسمت کودکان روزنامه بوستون هرالد چاپ کرد. در سال‌های بعد، او چندین شعر در مجلات و روزنامه‌های محلی منتشر کرد. در ۱۱سالگی نیز شروع به نوشتن خاطرات خود کرد. علاوه بر نویسندگی، از همان ابتدا نقاش آتیه داری می‌نمود و در سال ۱۹۴۷ موفق شد جایزه نقاشی هنر و نویسندگی آموزشگاهی را بدست آورد. ضریب هوشی او نزدیک به ۱۶۰ بود.
در ۵ نوامبر ۱۹۴۰، سیلویا هشت ساله بود که پدرش - که بسیار ستایش‌اش می‌کرد - را در اثر دیابت از دست داد. اوتو پلات یکی از دوستان نزدیکش را در اثر سرطان ریه ازدست داد و شروع به مقایسه علائم بیماری خود با او کرد و به این نتیجه رسید که او نیز سرطان ریه دارد. به همین دلیل به دنبال درمان نرفت تا اینکه دیابت او کاملاً پیشرفت کرد. سیلویا که یونیتارینیست بود، پس از مرگ پدرش ایمانش را ازدست داد و تا آخر عمر نسبت به دین مشکوک بود. پدرش در قبرستان وینتروپ در ماساچوست به خاک سپرده شد. بعدها سیلویا بر سر مزار او رفت و همین باعث شد شعر «الکترا در مسیر آزالیا» را بگوید. پس از مرگ اوتو، ارلیا در سال ۱۹۴۲ با فرزندان و والدینش به جاده الموود ۲۶ در ولزلی ماساچوست نقل مکان کرد. سیلویا در یکی از آخرین قطعات منثور خود گفته که نه سال نخست زندگیش، همانند یک کشتی در یک بطری محبوس شده؛ زیبا، دور از دسترس و متروک، افسانه ای خوب و سفید و سریع. او در دبیرستان بردفورد سینیور (با نام کنونی دبیرستان ولزلی) تحصیل کرد و در سال ۱۹۵۰ فارغ‌التحصیل شد. پس از آن، برای نخستین بار اثری از او در کریسچن ساینس مانیتور چاپ شد.

### دوران کالج و افسردگی
در سال ۱۹۵۰ پلات در کالج اسمیت در ماساچوست به تحصیل پرداخت و با نمراتی درخشان از آنجا فارغ‌التحصیل شد. در این دوران، او در لارنس هاوس زندگی می‌کرد و هم‌اکنون پلاکی بیرون اتاق قدیمی او قرار گرفته‌است. در سال سوم کالج، منصب باارزش ویراستار مهمان را در مجله مادمازل بدست آورد و بر همین اساس، یک ماه در نیویورک سیتی ساکن شد. این تجربه مطابق انتظارات پلات نبود و بسیاری از رخدادهای آن تابستان، بعدها در رمان حباب شیشه بازنمایی شد.
او ناراحت بود که نتوانست در جلسه ملاقات با شاعر ولزی، دیلن تامس حضور داشته باشد. پس به مدت دو روز در وایت هورس تاورن و هتل چلسا می‌چرخید تا بتواند او را ببیند ولی موفق نشد. چند هفته بعد، او با تیغ پاهایش را زخمی کرد تا ببیند جرئت کافی برای کشتن خودش را دارد یا نه. در این دوران پذیرش سمینار نویسندگی هاروارد را نیز نگرفت.
در سال ۱۹۵۳ وقتی مادرش به او اطلاع داد که در کلاس نویسندگی فرانک اوکانر پذیرفته نشده به شدت افسرده شد. در ۲۴ اوت همان سال با بلعیدن ۵۰ قرص خواب برای اولین بار اقدام به خودکشی کرد ولی برادرش از آن اطلاع پیدا می‌کند و او را به بیمارستان منتقل می‌کند. در آن‌جا شش ماه تحت درمان و روان‌کاوی قرار داشت و تحت نظر دکتر روت بوشه تحت مداوا با شوک الکتریکی و شوک درمانی با انسولین قرار گرفت. شرح وقایع این روزهای او بعدها دست مایهٔ تنها رمان او یعنی حباب شیشه قرار گرفتند. الیو هیگینز پراتی که خود از شکست روانی، بهبودی پیدا کرده بود، هزینه اقامت پلات در بیمارستان مک لین و بورسیه اسمیت او را پرداخت کرد. پلات ظاهراً بهبود پیدا کرد و به کالج بازگشت.
در ژانویه ۱۹۵۵، پلات رساله خود با نام آینه جادویی: مطالعه ای دوگانه بر روی دو رمان داستایوفسکی را ارائه کرد و در ماه ژوئن، با بالاترین نمره از اسمیت فارغ التحصیل شد.
در سال‌های بعد، او با استفاده از یک بورس تحصیلی به بریتانیا رفت. در آنجا فعالانه شعر گفت و آثارش را در روزنامه دانشجویی وارسیتی چاپ کرد. در کالج نیونهام با دوروتیا کروک درس خواند و در تعطیلات زمستان و بهار نخستین سال اقامتش به دور اروپا سفر کرد.

### مسیر کاری و ازدواج
پلات در ۲۵ فوریه ۱۹۵۶ در دانشگاه کمبریج با تد هیوز شاعر بلندپایهٔ انگلیسی آشنا شد. او در سال ۱۹۶۱ در مصاحبه ای با بی‌بی‌سی آشنایی خود با هیوز را اینگونه توصیف می‌کند:

من تعدادی از اشعار تد را در این مجله خوانده بودم و بسیار متأثر شده بودم و دلم می‌خواست او را ببینم. به این مهمانی کوچک رفتم و درواقع آن جا با یکدیگر ملاقات کردیم… بعد از آن بارها با هم ملاقات کردیم. تد به کمبریج بازگشت و ناگهان چند ماه بعد با هم ازدواج کردیم… مدام برای هم شعر می‌نوشتیم. سپس به نظرم، این کار فراتر رفت. هردو حس کردیم زیاد می‌نویسیم و به ما خوش می‌گذشت و تصمیم گرفتیم این کار را ادامه بدهیم.

او هیوز را یک «خواننده، قصه گو، شیر و جهانگرد» توصیف می‌کرد که «صدایی همچون تندر خداوند» داشت.
این زوج در ۱۶ ژوئن سال ۱۹۵۶ با حضور مادر پلات در لندن ازدواج کردند و برای ماه عسل به پاریس و بنیدورم رفتند. پلات در اکتبر به نیونهام بازگشت تا سال دوم خود را آغاز کند. در این دوران، هردو به شدت عاشق نجوم و ماورالطبیعه شدند و به استفاده از تخته‌های ویجا روی آوردند.
در ژوئن ۱۹۵۷، پلات و هیوز به آمریکا رفتند و از ماه سپتامبر، پلات مشغول تدریس در کالج اسمیت شد. تدریس و نوشتن بصورت همزمان برای او دشوار بود و در میانه سال ۱۹۵۸، این زوج به بوستون رفتند. پلات منشی واحد روانپزشکی بیمارستان عمومی ماساچوست شد و عصرها به سمینارهای نویسندگی خلاق رابرت لوول می‌رفت (نویسندگانی چون ان سکستون و جورج استارباک نیز در آن حضور داشتند).
لوول و سکستون، پلات را تشویق کردند بر اساس تجارب خود بنویسد و او هم پذیرفت. او به وضوح دربارهٔ افسردگیش با لوول و دربارهٔ تلاش برای خودکشیش با سکستون صحبت می‌کرد. سکستون نیز تشویقش کرد بیشتر از دیدگاه زنانه بنویسد. پلات خود را بعنوان شاعر و نویسنده داستان کوتاه، جدی تر گرفت. در این زمان، پلات و هیوز برای اولین بار دبلیو اس مروین را دیدند. مروین کار آن‌ها را تحسین کرد و دوست دائمی آن‌ها شد. پلات در ماه دسامبر همراه با دکتر روت بوشه، درمان روانکاوی خود را از سر گرفت.
پلات و هیوز در اواخر سال ۱۹۵۹ در سراسر کانادا و آمریکا سفر کردند و خانه هنرمندان در ساراتوگا اسپرینگز، نیویورک ماندند. پلات می‌گوید در اینجا بود که یادگرفت «نسبت به جنبه‌های عجیب و غریب وجودش وفادار باشد» ولی هنوز می‌ترسید براساس تجربه‌های شخصی و خصوصی خود بنویسد. این زوج در دسامبر ۱۹۵۹ به انگلستان بازگشتند و در لندن، در میدان چالکوت، نزدیک منطقه پرامیس هیل رجنتس پارک زندگی کردند. هم‌اکنون پلاکی از میراث انگلستان محل اقامت پلات را نشان می‌دهد. اولین فرزند این زوج «فریدا»، در ۱ آوریل ۱۹۶۰ به دنیا آمد و در اکتبر، پلات نخستین مجموعه از اشعار خودش با عنوان غول پیکر چاپ کرد.
در فوریه ۱۹۶۱، دومین بارداری پلات با سقط به پایان رسید. در چند شعر او از جمله «زمین‌های تپه پارلمان» به این رویداد اشاره شده‌است. پلات در نامه ای به درمانگرش می‌نویسد که دو روز پیش از سقط، هیوز او را کتک زده بود. در ماه اوت، او نگارش رمان زندگی‌نامه ای حباب شیشه را به پایان برد و کمی بعد از آن، با خانواده اش به کورت گرین در شهر بازاری و کوچک نورت تاتون در دوون نقل مکان کرد. دومین فرزند این زوج «نیکلاس»، در ژانویه ۱۹۶۲ به دنیا آمد. در این دوران پلات تفاوت میان روشنفکر بودن، همسر بودن، و مادر بودن را درک می‌کند. در اواسط سال ۱۹۶۲ هیوز شروع به پرورش زنبور می‌کند که این کار، دستمایه اشعار متعدد پلات می‌شود.
در سال ۱۹۶۱ این زوج آپارتمان خود در میدان چالکوت را به آسیا گاتمن و دیوید ویول اجاره دادند. هیوز سریع جذب آسیای زیبا شد. در ژوئن ۱۹۶۲ پلات با ماشین تصادف کرد که به گفته خودش، تلاشی برای خودکشی بوده‌است. وی در ژوئیه ۱۹۶۲ متوجه رابطه هیوز با آسیا شده و در سپتامبر از او جدا شد.
از اکتبر ۱۹۶۲، پلات موج عظیمی از خلاقیت در وجودش حس کرد و اکثر اشعار معروفش را در این دوره نوشت. او حداقل ۲۶ شعر از مجموعه آریل را در ماه‌های آخر زندگیش نوشته‌است. در دسامبر ۱۹۶۲ او با فرزندانش به لندن برمی گردد و با یک قرارداد پنج ساله، آپارتمانی در جاده فیتسوری ۲۳ اجاره کرد. ویلیام باتلر ییتس قبلاً ساکن این خانه بوده. پلات از این موضوع خشنود بود و آن را به فال نیک گرفت.
زمستان ۱۹۶۲–۱۹۶۳ یکی از سردترین فصول ۱۰۰ سال اخیر بود. لوله‌ها یخ زدند، بچه‌ها (در آن زمان ۲ساله و ۹ماهه بودند) اغلب مریض بودند و خانه تلفن نداشت. افسردگی پلات بازگشت ولی او بقیه مجموعه شعرش را به پایان برد. این مجموعه پس از مرگش (۱۹۶۵ در بریتانیا و ۱۹۶۶ در آمریکا) منتشر شد. تنها رمان او یعنی حباب شیشه، در ژانویه ۱۹۶۳ و با نام مستعار ویکتوریا لوکاس منتشر شد و با بی‌تفاوتی منتقدان روبرو شد.

### آخرین مرحله افسردگی و مرگ

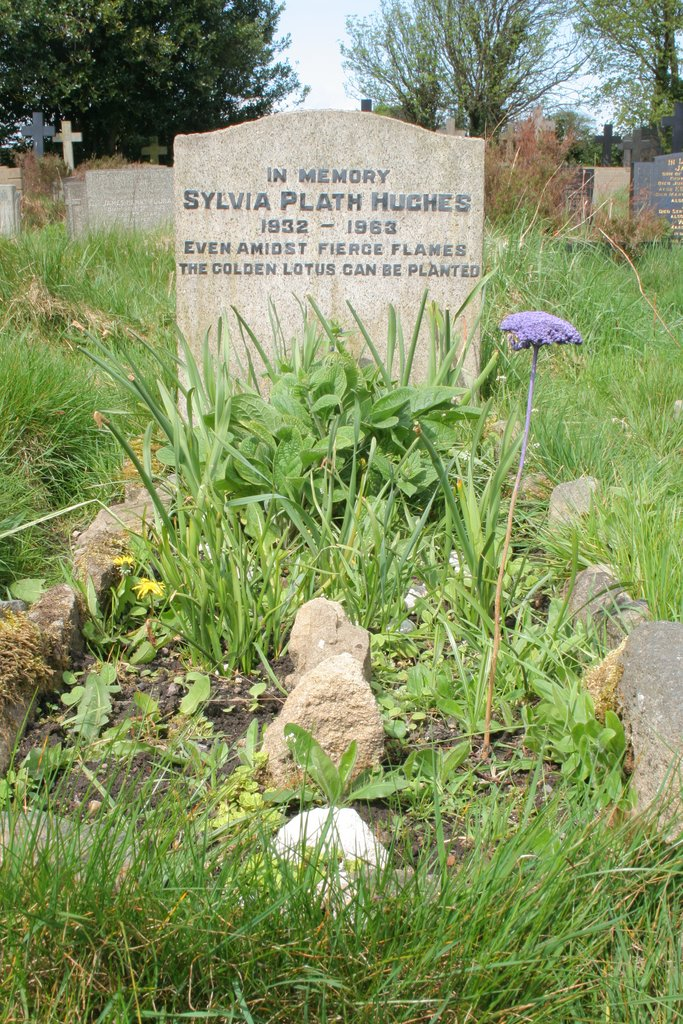
مزار پلات در کلیسای هپتونستال، یورک شایر غربی

سیلویا پلات پیش از مرگش، چندین بار سعی کرد جان خود را بگیرد. در ۲۴ اوت ۱۹۵۳ او با قرص در سرداب خانه مادرش اوردوز کرد. در ژوئن ۱۹۶۲ ماشینش را از جاده منحرف کرد و به داخل رودخانه انداخت.
در ژانویه ۱۹۶۳ او با جان هوردر، پزشک عمومی اش و یک دوست صمیمی صحبت کرد. او به توصیف وضعیت افسردگی خود پرداخت و که ۶ الی ۷ ماه او را در چنگ خود گرفته بود. در این مدت، اغلب توانست به کارش ادامه دهد ولی افسردگیش بدتر و شدیدتر شد. مدام پریشان بود، به خودکشی فکر می‌کرد و نمی‌توانست به زندگی روزانه اش رسیدگی کند. پلات درگیر بی خوابی بود و شب‌ها قرص خواب می‌خورد و مدام، صبح زود بیدار می‌شد. او ۲۰ پوند وزن کم کرد. اما همچنان ظاهر خود را حفظ کرد و به وضوح اظهار عذاب وجدان یا بی‌ارزش بودن نکرد.
هوردر چند روز قبل از خودکشی پلات، برایش قرص ضدافسردگی و بازدارنده مونوآمین اکسیداز تجویز کرد. او می‌دانست که پلات به تنهایی و با دو فرزند کوچک در معرض خطر است پس هر روز به او سر می‌زد و تلاش داشت او را بستری کند. اما موفق نشد و ترتیب یک پرستار خانگی را داد. برخی معتقدند سه هفته طول کشید تا داروی ضدافسردگی تاثیرش را بگذارد، به همین دلیل تجویز هوردر نتیجه ای نداشت.
قرار بود پرستار ساعت ۹ صبح ۱۱ فوریه ۱۹۶۳ برسد و در مراقبت از بچه‌ها به پلات کمک کند. او نتوانست وارد آپارتمان شود ولی با کمک کارگری به نام چارلز لنگریج در را باز کرد. آن‌ها جسد پلات را در حالی پیدا کردند که سرش را داخل فِر گذاشته و درزهای بین آنجا و اتاق بچه‌ها را با چسب، حوله و پارچه پوشانده بود. گمان می‌رود او حدوداً ساعت ۴:۳۰ صبح گاز را باز کرده و سرش را داخل فر گذاشته‌است. او در آن زمان، ۳۰ ساله بود.
بعضی می‌گویند پلات قصد خودکشی نداشته‌است. آن روز صبح، او از همسایه طبقه پایین خود، آقای توماس می‌پرسد چه زمانی به سرکار خواهد رفت. به علاوه یادداشتی با متن «به دکتر هوردر زنگ بزنید» با شماره او به جای گذاشته بود؛ بنابراین، گمان می‌رود که پلات زمانی گاز را باز کرده که توماس می‌توانسته یادداشت را ببیند. اما دوست صمیمی پلات، جیلین بکر، در زندگی‌نامه ای تحت عنوان تسلیم شدن: آخرین روزهای زندگی سیلویا پلاتنوشته: «طبق گفته یک افسر پلیس به نام آقای گودچایلد، پلات سرش را کاملاً داخل اجاق کرده بوده و واقعاً قصد داشته بمیرد.» هوردر نیز معتقد است قصد او کاملاً مشخص بوده‌است. او می‌گوید «او با دقت آشپزخانه را آماده کرده بود. پس هیچ کس نمی‌تواند عمل او را چیزی بجز اجباری غیرمنطقی ببیند». پلات درماندگی خود را این‌طور توصیف می‌کرد: «انگار جغدی چنگال‌هایش را در قلبم فرومی‌کند.» ال الوارز در کتابی با موضوع خودکشی در سال ۱۹۷۱ می‌گوید که خودکشی پلات فریادی بی پاسخ برای کمک بود. او در مارس ۲۰۰۰ در مصاحبه ای با بی‌بی‌سی از شکستش در تشخیص افسردگی پلات گفت و پشیمان بود که نتوانسته از نظر احساسی از او حمایت کند: «من ناامیدش کردم. من ۳۰ساله و احمق بودم. چه چیزی دربارهٔ افسردگی مزمن بالینی می‌دانستم؟ او به کسی نیاز داشت که مراقبش باشد و این کار از دست من برنمی‌آمد.»
بسیاری از علاقه‌مندان سیلویا پلات، بی‌بندوباری تد هیوز را عامل از هم پاشیدگی روانی وی و خودکشی او می‌دانند و بارها عنوان هیوز را از روی سنگ قبر او کنده‌اند. ارلیا پلات می‌نویسد که او در ژوئن ۱۹۶۲ به دیدار سیلویا رفته‌است اما دریافته که کشمکش شدیدی میان دخترش و تد هیوز وجود دارد. او و دیگران این را به رابطه تد هیوز با زنی دیگر و ناتوانی سیلویا در خو گرفتن به این وضع نسبت می‌دادند.

### بعد از مرگ پلات
روز پس از مرگ پلات، حکمی مبنی بر خودکشی او صادر شد. هیوز از هم پاشیده بود؛ آن‌ها شش ماه پیش از یکدیگر جدا شده بودند. هیوز نامه‌ای به یکی از دوستان قدیمی پلات از کالج اسمیت نوشت و گفت: «این پایان زندگی من است. از اینجا به بعد آن حالت پس از مرگ خواهد بود." سنگ قبر پلات در کلیسای محلی سینت توماس حاوی سنگ نوشته‌ای است که هیوز برای او انتخاب کرد: «حتی میان شعله‌های تند آتش، می‌توان نیلوفر طلایی کاشت.» زندگی‌نامه‌نویسان متعددی منبع این نوشته را به بهگود گیتا یا زمان بودایی قرن ۱۶ (سفر به باختر) نسبت داده‌اند.
بارها افرادی سنگ قبر پلات را بخاطر عنوان «هیوز» تخریب کرده‌اند تا تنها نام «سیلویا پلات» روی آن بماند. زمانی که در سال ۱۹۶۹، آسیا وویل، پارتنر هیوز، خود و دختر ۴ساله‌شان را کُشت، اوضاع وخیم‌تر شد. اما پس از هر تخریب، هیوز سنگ خراب‌شده را عوض می‌کرد. مرگ وویل منجر به این ادعا شد که هیوز با پلات و وویل رفتار توهین‌آمیزی داشته‌است. شاعر رادیکال و فمنیست، رابین مورگان، شعری با نام «تفهیم اتهام» نوشته‌است که در آن به وضوح هیوز را به جرم قتل پلات متهم می‌کند. دیگر فمنیست‌ها هم گهگاه تهدید کرده‌اند که به نام پلات، هیوز را خواهند کشت.
در سال ۱۹۸۹، زمانی که هیوز هنوز زیر فشار جامعه بود، در صفحه نامه‌های مجلات گاردین و ایندیپندنت جنگی درگرفت. در ۲۰آوریل ۱۹۸۹، هیوز مقاله‌ای با عنوان «جایی که در آن سیلویا پلات باید به آرامش برسد» نوشت و گفت: «در سال‌های بعد از مرگ پلات، وقتی پژوهشگران به من نزدیک شدند، من تلاش کردم تا نگرانی به ظاهر جدی آن‌ها را برای حقیقت راجع به سیلویا پلات جدی بگیرم؛ ولی خیلی زود چیزی یادگرفتم. [...] اگر بشدت تلاش می‌کردم تا دقیقاً ماجرا را برایشان تعریف کنم تا دست از خیالاتشان بردارند، کاملاً محکوم به تلاش برای سرکوب آزادی بیان می‌شدم. عموماً، تلاش من برای دوری از خیالات مربوط به پلات به‌عنوان اقدامی برای سرکوب آزادی بیان تلقی می‌شود [...] نیاز به خیالات مربوط به سیلویا پلات بیش از نیاز به حقایق حس می‌شود. اینکه این مسئله چطور موجب احترام به حقیقت زندگی او (و زندگی من) یا یاد و خاطره‌اش یا حتی سنت ادبی می‌شود، نمی‌دانم.»
دختر پلات و هیوز، فریدا یک نویسنده و نقاش است. در ۱۶ مارس ۲۰۰۹، نیکولا هیوز، پسر این زوج، بعد از مدتی افسردگی، خودش را در خانه‌اش در فربنکس آلاسکا دار زد.

## آثار

### اشعار
از سیلویا پلات پنج مجموعه شعر مانده‌است:
- بچه غول (۱۹۶۰)
- کلوسوس و اشعار دیگر (۱۹۶۲)
- آریل[و ۱] (۱۹۶۵)
- گذر از آب (۱۹۷۱)
- درختان زمستانی (۱۹۷۲)
- مجموعه اشعار (۱۹۸۱)

### رمان‌ها
- حباب شیشه[و ۲] (این رمان اولین بار با نام مستعار ویکتوریا لوکاس در ژانویه ۱۹۶۳ در انگلستان به چاپ رسید)